# 奧康奈爾街郵政總局站
奧康奈爾街郵政總局站（英語：O'Connell - GPO）是一個位於愛爾蘭都柏林市中心奧康奈爾街的都柏林轻轨站，在2017年通車，為綠線延伸工程至布魯姆橋的其中一個車站。車站附近是都柏林郵政總局和都柏林尖塔
車站位於奧康奈爾街中間的輕轨預留地，只有北行方向，乘客可在此下車轉乘紅线，車站附近是南行方向馬爾伯勒站和紅線的修道院街站。